# 마르틴 프로코프

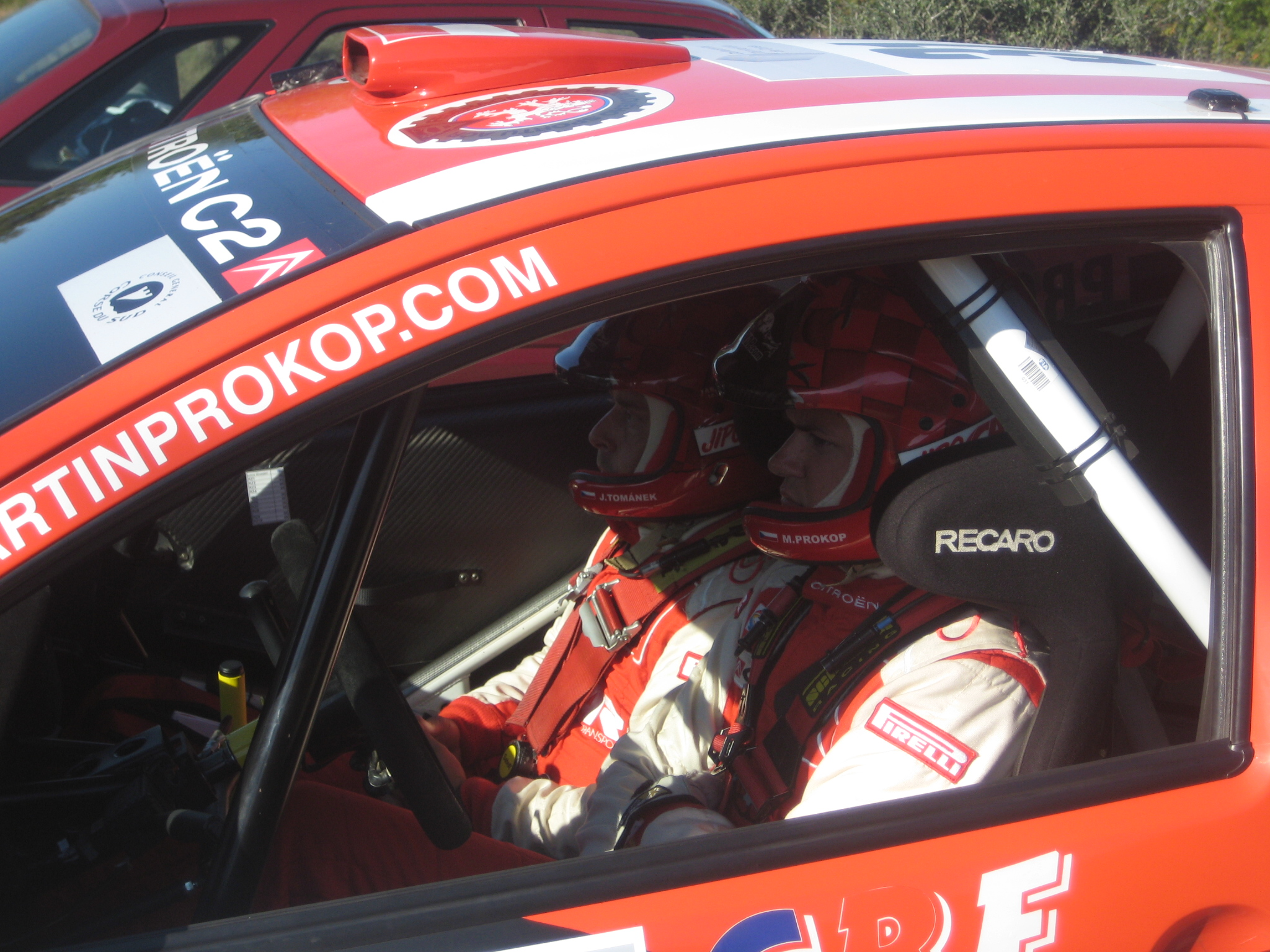
2008년의 마르틴 프로코프

마르틴 프로코프 (Martin Prokop, 1982년 10월 4일 ~ )은 체코의 자동차 경주 선수이다. 2005년에 활동을 시작하여 '몬테 카를로 랠리'를 경주했다. 그는 2009년 시즌 중 주니어 세계 경주 챔피언십에서 우승하였다.

## 경력
4년 동안 체코 경주 챔피언십에서 경쟁한 후, 프로코프는 2005년 몬테 카를로 경주 중 세계 경주 챔피언십에 데뷔하면서 주니어 세계 랠리 챔피언십을 9위의 성적으로 마쳤다.